# Кэздан, Джонатан
Джонатан «Джон» Кэздан (англ. Jonathan "Jon" Kasdan; 30 сентября 1979; Лос-Анджелес) — американский киноактёр, кинорежиссёр и сценарист. Сын Лоуренса Кэздана.

## Происхождение
Родился в Лос-Анджелесе 30 сентября 1979 года в семье начинающего киносценариста (а впоследствии и известного режиссёра) Лоуренса Кэздана и его жены Мэг (урождённая Голдман). Старший брат Джейк Кэздан (род. 1974) также является режиссёром, продюсером, сценаристом и актёром.
Джонатан учился в Нью-Йоркском университете, изучал кино.

## Карьера
Актёрский дебют состоялся в 1983 году в фильме его отца «Большое разочарование». Впоследствии Джонатан неоднократно играл небольшие роли в последующих фильмах своего отца, изредка появляясь в работах и других режиссёров.
На телевидении  Кэздан работал как актёр и сценарист в таких популярных американских телесериалах, как «Хулиганы и ботаны» (англ. Freaks and Geeks) и  Лето наших надежд (Бухта Доусона).
Его режиссёрский дебют, фильм «В стране женщин», впервые был показан на Каннском кинофестивале 18 мая 2006 года. Премьера фильма в США состоялась 20 апреля 2007 года, а во всём мире 31 мая 2007 года. Сценарий к фильму также написан им.

## Болезнь
В возрасте 17 лет, когда он ещё учился в школе, у Кэздана диагностировали лимфогранулематоз.

## Фильмография

### Актёр
| Год(ы)  | Название                          | Роль                         | Примечания                           |
| ------- | --------------------------------- | ---------------------------- | ------------------------------------ |
| 1983    | Большое разочарование             | Сын Хэрольда и Сары          |                                      |
| 1985    | Сильверадо                        | мальчик на аванпосту         |                                      |
| 1988    | Турист поневоле                   | мальчик в кабинете врача     |                                      |
| 1990    | Я люблю тебя до смерти            | Доминик Бока                 |                                      |
| 1994    | Уайетт Эрп                        | мальчик-бармен               |                                      |
| 1999    | Хулиганы и ботаны                 | Томми                        | Cериал (Эпизод: "Уловки и угощения") |
| 2002    | Чуваки                            | Барри                        |                                      |
| 2002    | Большие неприятности              | стажёр Джека Пендика         |                                      |
| 2002    | Бухта Доусона                     | застенчиво смотрящий ребёнок | Сериал (Эпизод: "Ожоги от сигарет")  |
| 2003    | Ловец снов                        | Дефуниак                     |                                      |
| 2011-14 | Californication                   | директор                     | Сериал (9 эпизодов)                  |
| 2012    | Самый близкий друг                | официант                     |                                      |
| 2018    | Хан Соло. Звёздные войны: Истории | Блинк Отауна                 | Удалённая сцена                      |

### За кадром
| Год(ы)  | Название                          | Режиссёр | Сценарист        | Продюсер       | Примечания                                                                      |
| ------- | --------------------------------- | -------- | ---------------- | -------------- | ------------------------------------------------------------------------------- |
| 2000    | Хулиганы и ботаны                 | Нет      | Да               | Нет            | Cериал (Эпизод: "Маленькие вещи")                                               |
| 2000-02 | Бухта Доусона                     | Нет      | Да               | Нет            | Cериал (4 эпизода)                                                              |
| 2007    | В стране женщин                   | Да       | Да               | Нет            |                                                                                 |
| 2012    | В первый раз                      | Да       | Да               | Нет            |                                                                                 |
| 2016    | Гастролёры                        | Да       | Нет              | Нет            | Cериал (2 эпизода)                                                              |
| 2018    | Хан Соло. Звёздные войны: Истории | Нет      | Да               | Сопродюсер     |                                                                                 |
| 2022-23 | Уиллоу                            | Нет      | Рaзрaботчик / Да | Исполнительный | Сериал Разработчик и исполнительный продюсер (8 эпизодов) Сценарист (3 эпизодa) |
| 2023    | Уиллоу: Создание магии            | Нет      | Нет              | Исполнительный | Документальный телефильм                                                        |

Также учaствовaл в нaписaнии рaннего сценaрия фильма Индиана Джонс и Колесо судьбы (2023) без упоминaния в титрaх.